# Gwiazdy polskiej muzyki lat 80. (album Budki Suflera)
Gwiazdy polskiej muzyki lat 80. – album kompilacyjny zespołu Budka Suflera wydany w 2007 roku jako dodatek do gazety. Zawiera 14 przebojów grupy z lat 1982–1988. Do albumu jest dołączona 24 stronicowa książeczka zawierająca krótką historię zespołu oraz wywiad z Krzysztofem Cugowskim, Romualdem Lipko, Tomaszem Zeliszewskim i kalendarium zespołu. Książeczka opatrzona jest fotografiami zespołu. Płyta pochodzi z kolekcji Dziennika i jest dziewiętnastą częścią cyklu „Gwiazdy polskiej muzyki lat 80.”.

## Spis utworów
źródło:.
1. „Jolka, Jolka pamiętasz” (muz. Romuald Lipko, sł. Marek Dutkiewicz) – 6:35
2. „Nie wierz nigdy kobiecie” (muz. Jan Borysewicz, sł. Andrzej Mogielnicki) – 4:56
3. „Kto zrobił mi ten żart” (muz. Romuald Lipko, sł. Andrzej Mogielnicki) – 4:28
4. „Woskowe dusze” (muz. Romuald Lipko, sł. Tomasz Zeliszewski) – 4:38
5. „Czas ołowiu” (muz. Romuald Lipko, sł. Marek Dutkiewicz) – 5:34
6. „Ratujmy co się da” (muz. Romuald Lipko, sł. Bogdan Olewicz) – 4:34
7. „Cały mój zgiełk” (muz. Romuald Lipko, sł. Tomasz Zeliszewski) – 3:56
8. „Moja Alabama” (muz. Romuald Lipko, sł. Marek Dutkiewicz) – 4:59
9. „Giganci tańczą” (muz. Romuald Lipko, Krzysztof Cugowski, sł. Marek Dutkiewicz) – 3:31
10. „Wyspy bez nazw” (muz. Romuald Lipko, sł. Tomasz Zeliszewski) – 5:29
11. „Czas czekania, czas olśnienia” (muz. Romuald Lipko, sł. Tomasz Zeliszewski) – 9:37
12. „Czas wielkiej wody” (muz. Romuald Lipko, sł. Bogdan Olewicz) – 6:07
13. „Jestem stąd” (muz. Romuald Lipko, sł. Tomasz Zeliszewski) – 4:11
14. „Za ostatni grosz” (muz. Romuald Lipko, sł. Marek Dutkiewicz) – 5:05